# 万福寺 (川崎市)
万福寺（まんぷくじ）は、神奈川県川崎市麻生区の地名。現行行政地名は万福寺と万福寺1丁目から万福寺6丁目。住居表示は、万福寺が未実施区域、万福寺1丁目から万福寺6丁目が実施済区域であるが、2007年に万福寺3丁目から万福寺6丁目が設置され、以降は大字万福寺は登記上存在するのみになっている。

## 地理
麻生区の中央部に位置し、東に百合丘、南に上麻生、西に古沢、北西に金程、北東に千代ケ丘と接している。
南部には1974年に新百合ヶ丘駅が開業し、1980年代にかけて周辺が開発され、新百合ヶ丘の通称でも呼ばれるようになった。

### 地価
住宅地の地価は、2025年（令和7年）1月1日の公示地価によれば、万福寺3-8-14の地点で41万6000円/m²となっている。

## 歴史

### 沿革
- 江戸時代の万福寺村（旗本天野氏・椿井氏の相給）に由来する。
- 1889年（明治22年）4月1日 - 町村制の施行により、柿生村が成立。柿生村大字万福寺となる。なお、万福寺という寺があったのかどうかは不明という[7]。
- 1939年（昭和14年）4月1日 - 川崎市に編入。川崎市万福寺となる。
- 1972年（昭和47年）4月1日 - 川崎市が政令指定都市に指定され、多摩区が新設。川崎市多摩区万福寺となる。
- 1982年（昭和57年）7月1日 - 多摩区から麻生区を分区し、川崎市麻生区となる。
- 1984年（昭和59年）3月19日 - 住居表示の実施に伴い、万福寺1丁目・2丁目を新設。
- 2007年（平成19年）12月3日 - 住居表示の実施に伴い、万福寺3丁目から万福寺6丁目を新設[5][8]。

## 世帯数と人口
2025年（令和7年）6月30日現在（川崎市発表）の世帯数と人口は以下の通りである。
| 丁目        | 世帯数    | 人口    |
| ----------- | --------- | ------- |
| 万福寺1丁目 | 703世帯   | 1,110人 |
| 万福寺2丁目 | 525世帯   | 964人   |
| 万福寺3丁目 | 974世帯   | 2,357人 |
| 万福寺4丁目 | 1,121世帯 | 2,876人 |
| 万福寺5丁目 | 443世帯   | 968人   |
| 万福寺6丁目 | 516世帯   | 1,288人 |
| 計          | 4,282世帯 | 9,563人 |

### 人口の変遷
国勢調査による人口の推移。
| 年                 | 人口  |
| ------------------ | ----- |
| 1995年（平成7年）  | 2,235 |
| 2000年（平成12年） | 1,997 |
| 2005年（平成17年） | 2,552 |
| 2010年（平成22年） | 8,444 |
| 2015年（平成27年） | 9,537 |
| 2020年（令和2年）  | 9,529 |

### 世帯数の変遷
国勢調査による世帯数の推移。
| 年                 | 世帯数 |
| ------------------ | ------ |
| 1995年（平成7年）  | 1,131  |
| 2000年（平成12年） | 1,132  |
| 2005年（平成17年） | 1,452  |
| 2010年（平成22年） | 3,776  |
| 2015年（平成27年） | 3,987  |
| 2020年（令和2年）  | 4,055  |

## 学区
市立小・中学校に通う場合、学区は以下の通りとなる（2021年12月時点）。
| 丁目        | 番・番地等        | 小学校                 | 中学校             |
| ----------- | ----------------- | ---------------------- | ------------------ |
| 万福寺1丁目 | 全域              | 川崎市立麻生小学校     | 川崎市立麻生中学校 |
| 万福寺2丁目 | 1～3番 22番       | 川崎市立麻生小学校     | 川崎市立麻生中学校 |
| 万福寺2丁目 | 4～21番           | 川崎市立百合丘小学校   | 川崎市立麻生中学校 |
| 万福寺3丁目 | 12番              | 川崎市立百合丘小学校   | 川崎市立麻生中学校 |
| 万福寺3丁目 | 1～11番           | 川崎市立麻生小学校     | 川崎市立麻生中学校 |
| 万福寺4丁目 | 4～12番 15～20番  | 川崎市立麻生小学校     | 川崎市立麻生中学校 |
| 万福寺4丁目 | 1～3番            | 川崎市立百合丘小学校   | 川崎市立麻生中学校 |
| 万福寺4丁目 | 13〜14番 21～23番 | 川崎市立千代ヶ丘小学校 | 川崎市立金程中学校 |
| 万福寺5丁目 | 19〜20番          | 川崎市立千代ヶ丘小学校 | 川崎市立金程中学校 |
| 万福寺5丁目 | 1～18番           | 川崎市立麻生小学校     | 川崎市立麻生中学校 |
| 万福寺6丁目 | 全域              | 川崎市立麻生小学校     | 川崎市立麻生中学校 |

## 事業所
2021年（令和3年）現在の経済センサス調査による事業所数と従業員数は以下の通りである。
| 丁目        | 事業所数  | 従業員数 |
| ----------- | --------- | -------- |
| 万福寺1丁目 | 270事業所 | 5,814人  |
| 万福寺2丁目 | 20事業所  | 106人    |
| 万福寺3丁目 | 20事業所  | 520人    |
| 万福寺4丁目 | 29事業所  | 225人    |
| 万福寺5丁目 | 7事業所   | 334人    |
| 万福寺6丁目 | 29事業所  | 353人    |
| 計          | 375事業所 | 7,352人  |

### 事業者数の変遷
経済センサスによる事業所数の推移。
| 年                 | 事業者数 |
| ------------------ | -------- |
| 2016年（平成28年） | 309      |
| 2021年（令和3年）  | 375      |

### 従業員数の変遷
経済センサスによる従業員数の推移。
| 年                 | 従業員数 |
| ------------------ | -------- |
| 2016年（平成28年） | 5,378    |
| 2021年（令和3年）  | 7,352    |

## 交通

### 鉄道
- 小田急電鉄 小田原線・多摩線
  - 新百合ヶ丘駅

## 施設
- 麻生区役所
- 日本映画大学 新百合ヶ丘キャンパス
- 麻生郵便局
- イトーヨーカドー 新百合ヶ丘店
- 川崎市立麻生小学校

## その他

### 日本郵便
- 郵便番号 : 215-0004[3]（集配局：麻生郵便局[19]）

### 警察
町内の警察の管轄区域は以下の通りである。
| 大字・丁目  | 番・番地等 | 警察署     | 交番・駐在所       |
| ----------- | ---------- | ---------- | ------------------ |
| 万福寺      | 全域       | 麻生警察署 | 新百合ヶ丘駅前交番 |
| 万福寺1丁目 | 全域       | 麻生警察署 | 新百合ヶ丘駅前交番 |
| 万福寺2丁目 | 全域       | 麻生警察署 | 新百合ヶ丘駅前交番 |
| 万福寺3丁目 | 全域       | 麻生警察署 | 新百合ヶ丘駅前交番 |
| 万福寺4丁目 | 全域       | 麻生警察署 | 新百合ヶ丘駅前交番 |
| 万福寺5丁目 | 全域       | 麻生警察署 | 新百合ヶ丘駅前交番 |
| 万福寺6丁目 | 全域       | 麻生警察署 | 新百合ヶ丘駅前交番 |